# Brice Mackaya
Brice Mackaya (Moanda, Gabón, 23 de julio de 1968) es un exfutbolista de Gabón que jugaba en la posición de delantero.

## Carrera

### Club
| Periodo   | Club          | Apariciones | Goles |
| --------- | ------------- | ----------- | ----- |
| 1986-1994 | Petrosport FC | 155         | 70    |
| 1995      | Vasas SC      | 2           | 0     |
| 1995–1996 | Vác FC        | 9           | 1     |
| 1996–2001 | Petrosport FC | 83          | 30    |

### Selección nacional
Jugó para Gabón en 38 ocasiones de 1992 a 1999 y anotó 15 goles; participó en dos ediciones de la Copa Africana de Naciones.